# Valle de Bergantiños
Valle de Bergantiños är en dal i Spanien.   Den ligger i provinsen Provincia da Coruña och regionen Galicien, i den nordvästra delen av landet, 500 km nordväst om huvudstaden Madrid. Arean är 742 kvadratkilometer.